# Здзеховиці-Перші
Здзеховиці-Перші (пол. Zdziechowice Pierwsze) — село в Польщі, у гміні Заклікув Стальововольського повіту Підкарпатського воєводства.
Населення — 635 осіб (2011).
У 1975-1998 роках село належало до Тарнобжезького воєводства.

## Демографія
Демографічна структура станом на 31 березня 2011 року:
|          | Загалом | Допрацездатний вік | Працездатний вік | Постпрацездатний вік |
| -------- | ------- | ------------------ | ---------------- | -------------------- |
| Чоловіки | 317     | 57                 | 213              | 47                   |
| Жінки    | 318     | 55                 | 170              | 93                   |
| Разом    | 635     | 112                | 383              | 140                  |